# Hamamèlides
Hamamelidae fou un tàxon de la categoria subclasse, que agrupava a plantes la característica principal de les quals era que tenien les flors pol·linitzades pel vent (anemòfiles) usualment agrupades en aments. Aquest tàxon va ser usat per Cronquist i altres sistemes de classificació durant un cert temps, 1988, Takhtadjan 1980 que escriu correctament com Hamamelididae Aquest tàxon no és monofilètic. En classificacions modernes com el sistema APG III (2009) i l'APWeb (2001 en endavant, aquest tàxon va ser abandonat.

## Circumscripció de 1981
- subclasse Hamamelidae
ordre Trochodendrales
ordre Hamamelidales
ordre Daphniphyllales
ordre Didymelales
ordre Eucommiales
ordre Urticales
ordre Leitneriales
ordre Juglandales
ordre Myricales
ordre Fagales
ordre Casuarinales